# La locanda della felicità
La locanda della felicità (幸福时光) è un film del 2000 diretto da Zhang Yimou.
Il film ha preso parte alla selezione ufficiale del Festival di Berlino del 2002.

## Trama
Zhao è un uomo di mezza età, con scarsi mezzi finanziari, che trova una fidanzata a cui nasconde la sua situazione economica. Deciso a sposarla, chiede un prestito all'amico Li, che non può aiutarlo ma gli suggerisce di rimettere in sesto un vecchio pullman abbandonato in un parco per affittarlo alle coppie di fidanzati in cerca di intimità. Zhao segue il consiglio e l'idea dell'autobus, ribattezzato "La locanda della felicità", ha successo. Zhao risolve i suoi problemi finanziari. Per giustificare la sua nuova agiatezza, racconta alla fidanzata e futura moglie di esser diventato direttore e socio di un albergo. La fidanzata gli chiede di trovare un alloggio e un lavoro alla figliastra diciottenne cieca, Wu Ying, con cui ha un rapporto conflittuale. Intanto, però, gli addetti comunali hanno smantellato e rimosso l'autobus di Zhao, che si vede costretto a riportare la ragazza a casa e finisce per ospitarla nella sua modesta abitazione. Per non deluderla ulteriormente, le propone un finto lavoro come massaggiatrice in una vecchia fabbrica dismessa dove Zhao lavorava un tempo, facendosi reggere il gioco dai suoi amici che si prestano a fare da finti clienti e lo aiutano dando mance alla ragazza. Quando i soldi finiscono, Zhao paga la ragazza con pezzi di carta simili a banconote.
Andando dalla fidanzata per esporle la situazione, Zhao scopre che lo tradisce; la donna gli dice di aver scoperto come stanno in realtà le cose e di ritenere finito il loro rapporto. Zhao si ubriaca e, nel tornare a casa, viene investito da un camion che lo ferisce gravemente. Gli amici di Zhao vanno ad avvisare Wu Ying, ma scoprono che è partita, lasciando un nastro registrato in cui rivela di aver capito la finzione della sala massaggi, ma ringrazia comunque Zhao per averle donato i giorni migliori della sua vita, considerando la messinscena un gesto di affetto e attenzione nei suoi confronti.

## Accoglienza
Rotten Tomatoes riporta che il 72% dei 61 critici ha dato al film una recensione positiva con la valutazione media di 6,4 / 10. Metacritic ha assegnato al film un punteggio medio ponderato di 63 su 100, basato su 23 critici, indicando "recensioni generalmente favorevoli".
Sebbene il film sia stato criticato come sentimentale, ha uno sguardo acuto sulle assurdità del passato socialista della Cina e dal capitalismo invadente. I due finali, uno per il pubblico nazionale e l'altro per il pubblico internazionale, suggeriscono un futuro cupo per coloro che sono rimasti indietro nella corsa della Cina al potere e alla ricchezza.

## Riconoscimenti
- 2002 - Seminci
  - Espiga de plata